# Steven S. DeKnight
Steven S. DeKnight es un guionista, productor y director de televisión estadounidense. Es conocido por haber trabajado en Smallville, Buffy the Vampire Slayer y Ángel. También ha escrito Swell, una historia en la serie de cómics de la octava temporada de Buffy the Vampire Slayer y ha sido asesor de producción en la serie de televisión Dollhouse. DeKnight es el creador, guionista principal y productor ejecutivo de la serie Spartacus del canal Starz, incluyendo: Spartacus: Blood and Sand,Spartacus: Gods of the Arena y Spartacus: Vengeance. En 2014, sustituyó a Drew Goddard como showrunner de la serie de televisión de Daredevil, en la que también actuó como guionista y, en el último episodio de temporada 1, como director.
El 25 de febrero de 2016, se confirmó que dirigiría Pacific Rim: Uprising haciendo su debut en el cine.

## Carrera
DeKnight trabajo en distintas series como Smallville, Buffy the Vampire Slayer, Ángel y Spartacus.
DeKnight fue contratado como productor ejecutivo y showrunner de la serie Daredevil. Después de la salida de Drew Goddard,  participó en la primera temporada en la que actuó también como guionista y director del último episodio de la temporada.

## Debut en el cine
El 24 de febrero de 2016, se anunció oficialmente que la película Pacific Rim 2 se estaba desarrollando, pero que Guillermo del Toro no sería el director, por problemas de calendario. La película sería dirigida por él con Guillermo del Toro como guionista y productor, Jon Spaihts y Derek Connolly también sería guionista. Del toro lo confirmó por Twitter.
Más adelante se dio a conocer el nombre de tan esperada secuela, el cual sería Pacific Rim: Uprising. Fue estrenada el 23 de marzo del 2018.

## Filmografía

### Cine
| Año  | Película              | Papel               | Notas     |
| ---- | --------------------- | ------------------- | --------- |
| 2018 | Pacific Rim: Uprising | Director, Guionista | Estrenada |

### Televisión

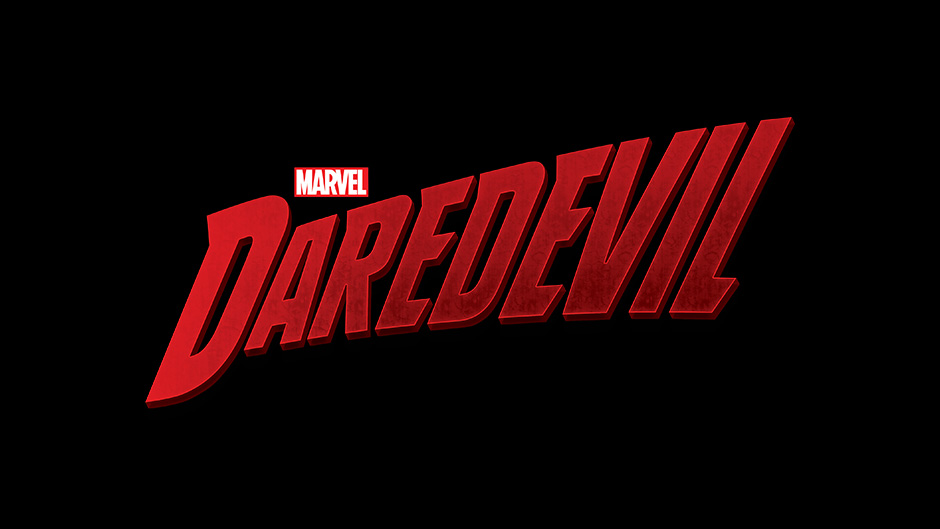
Logo de la serie Daredevil, una de las series más conocidas de Steven.

| Año       | Serie                         | Papel                                                                                      | Notas       |
| --------- | ----------------------------- | ------------------------------------------------------------------------------------------ | ----------- |
| 2021      | Jupiter's Legacy              | Creador, escritor y productor ejecutivo                                                    |             |
| 2015      | Daredevil                     | Director - (1 episodios), Guionista - (3 episodios), Productor ejecutivo Director creativo | Temporada 1 |
| 2010-2013 | Spartacus: Blood and Sand     | Creador, Productor ejecutivo, Guionista                                                    |             |
| 2010-2013 | Spartacus                     | Creador, Productor ejecutivo, Guionista                                                    |             |
| 2011      | Espartaco: Dioses de la arena | Creador y Guionista                                                                        |             |
| 2002      | Ángel                         | Productor en (44 episodios)                                                                |             |
| 2001-2011 | Smallville                    | Director - (2 episodios), Guionista - (15 episodios) y Productor - (66 episodios)          |             |
| 2001-2002 | Buffy the Vampire Slayer      | Editor de argumento - (22 episodios)                                                       |             |